# Regla de la cadena
En càlcul infinitesimal, la regla de la cadena és una fórmula per a calcular la derivada de la composició de dues funcions.
De forma intuïtiva, si una variable, y, depèn d'una segona variable, u, i aquesta alhora depèn d'una tercera variable, x, llavors la velocitat de canvi de y respecte de x es pot calcular com la velocitat de canvi de y respecte de u multiplicada per la velocitat de canvi de u respecte de x.

## Plantejament informal
La regla de la cadena diu que, quan es compleixen les condicions adequades, se satisfà que
{\displaystyle (f\circ g)'(x)=f'(g(x))g'(x),\,}
Això de forma resumida s'escriu {\displaystyle (f\circ g)'=f'\circ g\cdot g'}.
De forma alternativa, emprant la notació de Leibniz, 
{\displaystyle {\frac {df}{dx}}={\frac {df}{dg}}{\frac {dg}{dx}}.}
La contrapartida en càlcul integral de la regla de la cadena és la regla de substitució.

## Teorema
La regla de la cadena d'una variable es pot definir de forma més precisa tal com segueix. Sia f una funció real sobre (a,b) que és diferenciable a c ∈ (a,b); i g una funció real definida sobre un interval I que conté el rang de fi f(c) com un punt interior. Si g és derivable a f(c), llavors
- {\displaystyle (f\circ g)(x)} és derivable a x=c, i
- {\displaystyle (f\circ g)'(c)=f'(g(c))g'(c).}

## Exemples

### Exemple I
Suposant els cas on, hom està pujant a un cim a una velocitat de 0.5 kilòmetres per hora. La temperatura és més baixa a alçades més grans; Suposant que el ritme a què baixa la temperatura és de 6 °C per kilòmetre. Si es multiplica 6 °C per kilòmetre per 0.5 kilòmetres per hora, s'obté 3 °C per hora. Aquest càlcul és una aplicació típica de la regla de la cadena.

### Exemple II
Considerant {\displaystyle \,f(x)=(x^{2}+1)^{3}}. Es té {\displaystyle \,f(x)=h(g(x))} on {\displaystyle \,g(x)=x^{2}+1} i {\displaystyle \,h(x)=x^{3}.} Així doncs,
| {\displaystyle f'(x)\,} | {\displaystyle =h'(g(x))g'(x)\,}    | {\displaystyle =3(g(x))^{2}(2x)\,} | {\displaystyle =3(x^{2}+1)^{2}(2x)\,} |
|                         | {\displaystyle =6x(x^{2}+1)^{2}.\,} |                                    |                                       |
Per a calcular la derivada de la funció trigonomètrica
{\displaystyle f(x)=\sin(x^{2}),\,}
Es pot escriure {\displaystyle f(x)=h(g(x))} amb {\displaystyle h(x)=\sin x} i {\displaystyle g(x)=x^{2}}.
La regla de la cadena dona
{\displaystyle f'(x)=2x\cos(x^{2})\,}
Donat que 
{\displaystyle h'(g(x))=\cos(x^{2})}i {\displaystyle g'(x)=2x}.

### Exemple III
Deriveu {\displaystyle \arctan \,\sin \,x}, etc.
{\displaystyle {\frac {d}{dx}}\arctan \,x\,=\,{\frac {1}{1+x^{2}}}}
{\displaystyle {\frac {d}{dx}}\arctan \,f(x)\,=\,{\frac {f'(x)}{1+f^{2}(x)}}}
{\displaystyle {\frac {d}{dx}}\arctan \,\sin \,x\,=\,{\frac {\cos \,x}{1+\sin ^{2}\,x}}}

## Regla de la cadena per a diverses variables
La regla de la cadena també funciona per a funcions de més d'una variable. Si les funcions {\displaystyle z=f(x,y)} on {\displaystyle x=g(t)} i {\displaystyle y=h(t)}, i {\displaystyle g(t)} i {\displaystyle h(t)} són derivables respecte de {\displaystyle t}, llavors
{\displaystyle {\ dz \over dt}={\partial f \over \partial x}{dx \over dt}+{\partial f \over \partial y}{dy \over dt}}
Suposant que cada funció de {\displaystyle z=f(u,v)} és una funció de dues variables tal que {\displaystyle u=h(x,y)} and {\displaystyle v=g(x,y)}, i suposant que totes aquestes funcions siguin derivables. Llavors la regla de la cadena adopta la següent forma:
{\displaystyle {\partial z \over \partial x}={\partial z \over \partial u}{\partial u \over \partial x}+{\partial z \over \partial v}{\partial v \over \partial x}}
{\displaystyle {\partial z \over \partial y}={\partial z \over \partial u}{\partial u \over \partial y}+{\partial z \over \partial v}{\partial v \over \partial y}}
Si es considera {\displaystyle {\vec {r}}=(u,v)} com una funció vectorial, es pot emprar la notació vectorial per a escriure l'equivalent de l'anterior escrivint el producte escalar del gradient de f per la derivada parcial de {\displaystyle {\vec {r}}}:
{\displaystyle {\frac {\partial f}{\partial x}}={\vec {\nabla }}f\cdot {\frac {\partial {\vec {r}}}{\partial x}}}
De forma més general, per a funcions vectorials de diverses variables, la regla de la cadena diu que el jacobià de la funció compsició és el producte de les matrius Jacobianes de les dues funcions:
{\displaystyle {\frac {\partial (z_{1},\ldots ,z_{m})}{\partial (x_{1},\ldots ,x_{p})}}={\frac {\partial (z_{1},\ldots ,z_{m})}{\partial (y_{1},\ldots ,y_{n})}}{\frac {\partial (y_{1},\ldots ,y_{n})}{\partial (x_{1},\ldots ,x_{p})}}}

## Demostració de la regla de la cadena
Sien f i g funcions i sia x un nombre tal que f és derivable al punt g(x) i g és derivable al punt x. Llavors per la definició de derivada,
{\displaystyle g(x+\delta )-g(x)=\delta g'(x)+\epsilon (\delta )\delta \,} on {\displaystyle \epsilon (\delta )\to 0\,} quan {\displaystyle \delta \to 0.}
De manera similar,
{\displaystyle f(g(x)+\alpha )-f(g(x))=\alpha f'(g(x))+\eta (\alpha )\alpha \,} on {\displaystyle \eta (\alpha )\to 0\,} quan {\displaystyle \alpha \to 0.\,}
Ara
| {\displaystyle f(g(x+\delta ))-f(g(x))\,} | {\displaystyle =f(g(x)+\delta g'(x)+\epsilon (\delta )\delta )-f(g(x))\,}              |
|                                           | {\displaystyle =\alpha _{\delta }f'(g(x))+\eta (\alpha _{\delta })\alpha _{\delta }\,} |
on {\displaystyle \alpha _{\delta }=\delta g'(x)+\epsilon (\delta )\delta \,}.
S'observa que {\displaystyle \delta \to 0,} {\displaystyle {\frac {\alpha _{\delta }}{\delta }}\to g'(x)} i {\displaystyle \alpha _{\delta }\to 0}, Així {\displaystyle \eta (\alpha _{\delta })\to 0}. Per tant
{\displaystyle {\frac {f(g(x+\delta ))-f(g(x))}{\delta }}\to g'(x)f'(g(x)){\mbox{ quan }}\delta \to 0.}

### Demostració alternativa
Tenim una funció {\displaystyle \,h(x)=f(g(x))}. Per la definició de derivada tenim que:
{\displaystyle h^{\prime }(a)=\lim _{x\to a}{\frac {f(g(x))-f(g(a))}{x-a}}}
Multiplicant a dalt i a baix per {\displaystyle g(x)-g(a)\,} obtenim:
{\displaystyle h^{\prime }(a)=\lim _{x\to a}{\frac {f(g(x))-f(g(a))}{g(x)-g(a)}}\cdot {\frac {g(x)-g(a)}{x-a}}}
Aplicant la definició de derivada un altre cop, tenim que:
{\displaystyle (f\circ g)^{\prime }(x)=f^{\prime }\circ g\cdot g^{\prime }=f^{\prime }(g(x))\cdot g^{\prime }(x)}

## Generalització de la regla de la cadena
La regla de la cadena és una propietat fonamental de totes les definicions de derivada i, per tant, és vàlida en contextos molt més generals. Per exemple, si E, F i G són espai de Banach (els quals inclouen l'Espai euclidià) i f : E → F i g : F → G són funcions, i si x és un element de E tal que f is derivable al punt x i g is derivable al punt f(x), llavors la derivada (la derivada de Fréchet) de la funció composta g o f al punt x ve donada per
{\displaystyle {\mbox{D}}_{x}\left(g\circ f\right)={\mbox{D}}_{f\left(x\right)}\left(g\right)\circ {\mbox{D}}_{x}\left(f\right).}
Fixeu-vos que en aquest cas les derivades són aplicacions lineals. No nombres. Si les aplicacions lineals es representen com a matrius (jacobians), la composició del cantó dret es transforma en una multiplicació de matrius.

## Tensors i la regla de la cadena
Vegeu camp tensorial per a una explicació avançada del paper que juga la regla de la cadena a la natura dels tensors.

## Derivades d'ordre superior
La fórmula de Faà di Bruno generalitza la regla de la cadena a derivades d'ordre superior. Unes quantes de les primeres derivades són
{\displaystyle {\frac {d(f\circ g)}{dx}}={\frac {df}{dg}}{\frac {dg}{dx}}}
{\displaystyle {\frac {d^{2}(f\circ g)}{dx^{2}}}={\frac {d^{2}f}{dg^{2}}}\left({\frac {dg}{dx}}\right)^{2}+{\frac {df}{dg}}{\frac {d^{2}g}{dx^{2}}}}
{\displaystyle {\frac {d^{3}(f\circ g)}{dx^{3}}}={\frac {d^{3}f}{dg^{3}}}\left({\frac {dg}{dx}}\right)^{3}+3{\frac {d^{2}f}{dg^{2}}}{\frac {dg}{dx}}{\frac {d^{2}g}{dx^{2}}}+{\frac {df}{dg}}{\frac {d^{3}g}{dx^{3}}}}
{\displaystyle {\frac {d^{4}(f\circ g)}{dx^{4}}}={\frac {d^{4}f}{dg^{4}}}\left({\frac {dg}{dx}}\right)^{4}+6{\frac {d^{3}f}{dg^{3}}}\left({\frac {dg}{dx}}\right)^{2}{\frac {d^{2}g}{dx^{2}}}+{\frac {d^{2}f}{dg^{2}}}\left\{4{\frac {dg}{dx}}{\frac {d^{3}g}{dx^{3}}}+3\left({\frac {d^{2}g}{dx^{2}}}\right)^{2}\right\}+{\frac {df}{dg}}{\frac {d^{4}g}{dx^{4}}}}